# Distrikt Sandia
Der Distrikt Sandia liegt in der Provinz Sandia in der Region Puno in Südost-Peru. Im Jahr 1994 wurde der nördliche Teil des Distrikts ausgegliedert und bildet seither den Distrikt Alto Inambari. Der Distrikt Sandia hat eine Fläche von etwa 700 km². Beim Zensus 2017 wurden 11.420 Einwohner gezählt. Im Jahr 2007 lag die Einwohnerzahl bei 11.374. Verwaltungssitz des Distriktes ist die 2178 m hoch gelegene Provinzhauptstadt Sandia mit 4215 Einwohnern (Stand 2017). Sandia liegt in der Cordillera Carabaya, einem Gebirgszug der peruanischen Ostkordillere, am Río Sandia, dem linken Quellfluss des Río Inambari.

## Geographische Lage
Der Distrikt Sandia liegt in der Cordillera Carabaya im zentralen Süden der Provinz Sandia. Der Distrikt wird vom Río Sandia in nordöstlicher Richtung durchflossen. Der Distrikt reicht im Nordosten bis zur Vereinigung des Río Sandia mit dem Río Huari Huari zum Río Inambari.
Der Distrikt Sandia grenzt im Süden an den Distrikt Cuyocuyo, im Westen an den Distrikt Patambuco, im Norden an den Distrikt Alto Inambari, im Nordosten an den Distrikt Yanahuaya sowie im Südosten an den Distrikt Quiaca.